# Järnvägen Cup
Järnvägen Cup är en av Sveriges största utomhusturneringar i handboll. Cupen hålls i Hallsberg, under sista halvan av maj varje år. Cupen startades 1977. Under 2000-talet så har antalet deltagande lag varit mellan 260 och 290 stycken varje år.